# 旺贝 (瓦兹省)
旺贝（法語：Wambez）是法国瓦兹省的一个市镇，属于博韦区（Beauvais）松容县（Songeons）。该市镇总面积4.54平方公里，2009年时的人口为153人。

## 人口
旺贝人口变化图示